# Atletismo nos Jogos Olímpicos de Verão de 2020 - 400 m com barreiras masculino
O evento dos 400 metros com barreiras masculino nos Jogos Olímpicos de Verão de 2020 ocorreu entre os dias 30 de julho e 3 de agosto de 2021 no Estádio Olímpico. Esperava-se que aproximadamente quarenta atletas participassem.

## Qualificação
Um Comitê Olímpico Nacional (CON) pode inscrever até 3 atletas qualificados no evento masculino dos 400 metros com barreiras desde que todos os atletas atendam ao padrão de inscrição ou se classificarem pelo ranking durante o período de qualificação (o limite de 3 está em vigor desde o Congresso Olímpico de 1930). O tempo padrão a qualificação é 48.90 segundos. Este padrão foi "estabelecido com o único propósito de qualificar atletas com desempenhos excepcionais incapazes de se qualificar através do caminho do Ranking Mundial da IAAF". O ranking mundial, baseado na média dos cinco melhores resultados do atleta durante o período de qualificação e ponderado pela importância do evento, foi usado para qualificar os atletas até que o limite de 40 fosse alcançado.
O período de qualificação foi originalmente de 1 de maio de 2019 a 29 de junho de 2020. Devido à pandemia de COVID-19, este período foi suspenso de 6 de abril de 2020 a 30 de novembro de 2020, com a data de término estendida para 29 de junho de 2021. O início do período do ranking mundial a data também foi alterada de 1 de maio de 2019 para 30 de junho de 2020; os atletas que atingiram o padrão de qualificação naquela época ainda estavam qualificados, mas aqueles que usavam as classificações mundiais não seriam capazes de contar os desempenhos durante esse tempo. Os padrões de tempo de qualificação podem ser obtidos em várias competições durante o período determinado que tenham a aprovação da IAAF. Tanto competições ao ar livre quanto em recinto fechado eram elegíveis para a qualificação. Os campeonatos continentais mais recentes podem ser contados no ranking, mesmo que não durante o período de qualificação.
Os CONs também podem usar sua vaga de universalidade – cada CON pode inscrever um atleta masculino independentemente do tempo, se não houver nenhum atleta masculino que atenda ao padrão de entrada a um evento de atletismo – nos 400 metros com barreiras.

## Formato
O evento continua a usar o formato de três fases principais (eliminatórias, semifinais e final). São 5 baterias iniciais, com os 4 primeiros colocados em cada uma e os 4 melhores tempos no geral avançando para as semifinais. Foram 3 semifinais, com os 2 primeiros colocados em cada semifinal e os seguintes 2 melhores tempos no geral avançando para a final.

## Calendário
Horário local (UTC +9)
| 30 de julho   | 1 de agosto | 3 de agosto |
| 11:25         | 21:05       | 12:20       |
| ------------- | ----------- | ----------- |
| Eliminatórias | Semifinais  | Final       |

## Medalhistas
| Ouro   | NOR Karsten Warholm   |
| Prata  | USA Rai Benjamin      |
| Bronze | BRA Alison dos Santos |

## Recordes
Antes desta competição, os recordes mundiais, olímpicos e regionais existentes eram os seguintes:
| Tipo             | Atleta          | Tempo | Local     | Data                |
| ---------------- | --------------- | ----- | --------- | ------------------- |
| Recorde mundial  | Karsten Warholm | 46.70 | Oslo      | 1 de julho de 2021  |
| Recorde olímpico | Kevin Young     | 46.78 | Barcelona | 6 de agosto de 1992 |

### Por região
| Área                               | Tempo | Atleta            | Nação          |
| ---------------------------------- | ----- | ----------------- | -------------- |
| África                             | 47.10 | Samuel Matete     | Zâmbia         |
| Ásia                               | 46.98 | Abderrahman Samba | Catar          |
| Europa                             | 46.70 | Karsten Warholm   | Noruega        |
| América do Norte, Central e Caribe | 46.78 | Kevin Young       | Estados Unidos |
| Oceania                            | 48.28 | Rohan Robinson    | Austrália      |
| América do Sul                     | 47.34 | Alison dos Santos | Brasil         |

Os seguintes recordes mundiais e olímpicos foram estabelecidos durante esta competição:
| Tipo             | Atleta          | Tempo | Local  | Data                |
| ---------------- | --------------- | ----- | ------ | ------------------- |
| Recorde mundial  | Karsten Warholm | 45.94 | Tóquio | 3 de agosto de 2021 |
| Recorde olímpico | Karsten Warholm | 45.94 | Tóquio | 3 de agosto de 2021 |

Por sua vez, os seguintes recordes nacionais foram alcançados durante esta competição:
| CON                      | Atleta            | Rodada     | Tempo | Notas                 |
| ------------------------ | ----------------- | ---------- | ----- | --------------------- |
| Brasil                   | Alison dos Santos | Semifinais | 47.31 | Recorde sul-americano |
| Brasil                   | Alison dos Santos | Final      | 46.72 | Recorde sul-americano |
| Estônia                  | Rasmus Mägi       | Semifinais | 48.36 |                       |
| Estônia                  | Rasmus Mägi       | Final      | 48.11 |                       |
| Noruega                  | Karsten Warholm   | Final      | 45.94 | ,                     |
| Estados Unidos           | Rai Benjamin      | Final      | 46.17 | Recorde da América    |
| Ilhas Virgens Britânicas | Kyron McMaster    | Final      | 47.08 |                       |
| Turquia                  | Yasmani Copello   | Final      | 47.81 |                       |

## Resultados

### Eliminatórias
Regra de qualificação: os 4 primeiros de cada bateria (Q) e os seguintes 4 tempos mais rápidos (q) avançam as semifinais.

#### Bateria 1
| Pos. | Raia | Atleta              | CON              | Tempo | Notas                |
| ---- | ---- | ------------------- | ---------------- | ----- | -------------------- |
| 1    | 2    | Abderrahman Samba   | QAT Catar        | 48.38 | Q                    |
| 2    | 6    | Alison dos Santos   | BRA Brasil       | 48.42 | Q                    |
| 3    | 8    | Abdelmalik Lahoulou | ALG Argélia      | 48.83 | Q,                   |
| 4    | 4    | Kemar Mowatt        | JAM Jamaica      | 49.06 | Q                    |
| 5    | 5    | Ludvy Vaillant      | FRA França       | 49.23 | q,                   |
| 6    | 7    | Máté Koroknai       | HUN Hungria      | 49.80 |                      |
| 7    | 3    | Chen Chieh          | TPE Taipé Chinês | 50.96 | Recorde da temporada |

#### Bateria 2
| Pos. | Raia | Atleta                | CON                | Tempo | Notas                |
| ---- | ---- | --------------------- | ------------------ | ----- | -------------------- |
| 1    | 4    | Jaheel Hyde           | JAM Jamaica        | 48.54 | Q                    |
| 2    | 7    | Kenneth Selmon        | USA Estados Unidos | 48.61 | Q                    |
| 3    | 8    | Hiromu Yamauchi       | JPN Japão          | 49.21 | Q                    |
| 4    | 9    | Constantin Preis      | GER Alemanha       | 49.73 | Q                    |
| 5    | 6    | Creve Armando Machava | MOZ Moçambique     | 50.37 | Recorde da temporada |
| 6    | 2    | Mohamed Touati        | TUN Tunísia        | 50.58 |                      |
| 7    | 5    | Sergio Fernández      | ESP Espanha        | 51.51 |                      |
| 8    | 3    | Ned Azemia            | SEY Seicheles      | 51.67 |                      |

#### Bateria 3
| Pos. | Raia | Atleta             | CON            | Tempo | Notas                |
| ---- | ---- | ------------------ | -------------- | ----- | -------------------- |
| 1    | 8    | Karsten Warholm    | NOR Noruega    | 48.65 | Q                    |
| 2    | 7    | Thomas Barr        | IRL Irlanda    | 49.02 | Q                    |
| 3    | 3    | Alessandro Sibilio | ITA Itália     | 49.11 | Q                    |
| 4    | 4    | Luke Campbell      | GER Alemanha   | 49.19 | Q,                   |
| 5    | 5    | Wilfried Happio    | FRA França     | 49.39 | q                    |
| 6    | 6    | Márcio Teles       | BRA Brasil     | 49.70 | Recorde da temporada |
| 7    | 2    | Gerald Drummond    | CRC Costa Rica | 49.92 |                      |

#### Bateria 4
| Pos. | Raia | Atleta          | CON                          | Tempo | Notas                |
| ---- | ---- | --------------- | ---------------------------- | ----- | -------------------- |
| 1    | 2    | Kyron McMaster  | IVB Ilhas Virgens Britânicas | 48.79 | Q                    |
| 2    | 5    | Yasmani Copello | TUR Turquia                  | 49.00 | Q                    |
| 3    | 4    | Shawn Rowe      | JAM Jamaica                  | 49.18 | Q,                   |
| 4    | 6    | David Kendziera | USA Estados Unidos           | 49.23 | Q                    |
| 5    | 8    | Joshua Abuaku   | GER Alemanha                 | 49.50 | q,                   |
| 6    | 3    | Kazuki Kurokawa | JPN Japão                    | 50.30 |                      |
| 7    | 7    | Jordin Andrade  | CPV Cabo Verde               | 50.64 | Recorde da temporada |

#### Bateria 5
| Pos. | Raia | Atleta                  | CON                 | Tempo | Notas |
| ---- | ---- | ----------------------- | ------------------- | ----- | ----- |
| 1    | 6    | Rai Benjamin            | USA Estados Unidos  | 48.60 | Q     |
| 2    | 4    | Rasmus Mägi             | EST Estônia         | 48.73 | Q     |
| 3    | 2    | Sokwakhana Zazini       | RSA África do Sul   | 49.51 | Q,    |
| 4    | 7    | Nick Smidt              | NED Países Baixos   | 49.55 | Q     |
| 5    | 3    | Vít Müller              | CZE República Checa | 49.59 | q     |
| 6    | 8    | Takatoshi Abe           | JPN Japão           | 49.98 |       |
| 7    | 5    | Madari Palliyalil Jabir | IND Índia           | 50.77 |       |

### Semifinais
Regra de qualificação: os 2 primeiros de cada bateria (Q) e os seguintes 2 tempos mais rápidos (q) avançam a final.

#### Semifinal 1
| Pos. | Raia | Atleta            | CON                | Reação | Tempo | Notas                |
| ---- | ---- | ----------------- | ------------------ | ------ | ----- | -------------------- |
| 1    | 7    | Karsten Warholm   | NOR Noruega        | 0.156  | 47.30 | Q                    |
| 2    | 5    | Rai Benjamin      | USA Estados Unidos | 0.184  | 47.37 | Q                    |
| 3    | 4    | Yasmani Copello   | TUR Turquia        | 0.183  | 47.88 | q,                   |
| 4    | 6    | Thomas Barr       | IRL Irlanda        | 0.151  | 48.26 | Recorde da temporada |
| 5    | 9    | Kemar Mowatt      | JAM Jamaica        | 0.166  | 48.95 |                      |
| 6    | 8    | Sokwakhana Zazini | RSA África do Sul  | 0.150  | 48.99 | Recorde da temporada |
| 7    | 3    | Ludvy Vaillant    | FRA França         | 0.162  | 49.02 | Recorde da temporada |
| 8    | 2    | Joshua Abuaku     | GER Alemanha       | 0.179  | 49.93 |                      |

#### Semifinal 2
| Pos. | Raia | Atleta             | CON                 | Reação | Tempo | Notas                |
| ---- | ---- | ------------------ | ------------------- | ------ | ----- | -------------------- |
| 1    | 7    | Alison dos Santos  | BRA Brasil          | 0.171  | 47.31 | Q,                   |
| 2    | 5    | Abderrahman Samba  | QAT Catar           | 0.188  | 47.47 | Q,                   |
| 3    | 4    | Alessandro Sibilio | ITA Itália          | 0.123  | 47.93 | q,                   |
| 4    | 6    | Kenneth Selmon     | USA Estados Unidos  | 0.225  | 48.58 |                      |
| 5    | 8    | Luke Campbell      | GER Alemanha        | 0.153  | 48.62 | Recorde pessoal      |
| 6    | 9    | Shawn Rowe         | JAM Jamaica         | 0.204  | 48.83 | Recorde pessoal      |
| 7    | 2    | Nick Smidt         | NED Países Baixos   | 0.164  | 49.35 | Recorde da temporada |
| 8    | 3    | Vít Müller         | CZE República Checa | 0.145  | 49.69 |                      |

#### Semifinal 3
| Pos. | Raia | Atleta              | CON                          | Reação | Tempo   | Notas |
| ---- | ---- | ------------------- | ---------------------------- | ------ | ------- | ----- |
| 1    | 7    | Kyron McMaster      | IVB Ilhas Virgens Britânicas | 0.179  | 48.26   | Q     |
| 2    | 6    | Rasmus Mägi         | EST Estônia                  | 0.156  | 48.36   | Q,    |
| 3    | 9    | David Kendziera     | USA Estados Unidos           | 0.190  | 48.67   |       |
| 4    | 2    | Constantin Preis    | GER Alemanha                 | 0.186  | 49.10   |       |
| 5    | 5    | Abdelmalik Lahoulou | ALG Argélia                  | 0.125  | 49.14   |       |
| 6    | 8    | Hiromu Yamauchi     | JPN Japão                    | 0.192  | 49.35   |       |
| 7    | 3    | Wilfried Happio     | FRA França                   | 0.130  | 49.49   |       |
| 8    | 4    | Jaheel Hyde         | JAM Jamaica                  | 0.159  | 1:27.38 |       |

### Final
A final foi disputada em 3 de agosto, às 12:20 locais.
| Pos.              | Raia | Atleta             | CON                          | Reação | Tempo | Notas                 |
| ----------------- | ---- | ------------------ | ---------------------------- | ------ | ----- | --------------------- |
| Medalha de ouro   | 6    | Karsten Warholm    | NOR Noruega                  | 0.145  | 45.94 | Recorde mundial       |
| Medalha de prata  | 5    | Rai Benjamin       | USA Estados Unidos           | 0.168  | 46.17 | Recorde da América    |
| Medalha de bronze | 7    | Alison dos Santos  | BRA Brasil                   | 0.156  | 46.72 | Recorde sul-americano |
| 4                 | 4    | Kyron McMaster     | IVB Ilhas Virgens Britânicas | 0.157  | 47.08 | Recorde nacional      |
| 5                 | 8    | Abderrahman Samba  | QAT Catar                    | 0.186  | 47.12 | Recorde da temporada  |
| 6                 | 3    | Yasmani Copello    | TUR Turquia                  | 0.166  | 47.81 | =                     |
| 7                 | 9    | Rasmus Mägi        | EST Estônia                  | 0.167  | 48.11 | Recorde nacional      |
| 8                 | 2    | Alessandro Sibilio | ITA Itália                   | 0.144  | 48.77 |                       |

Legenda
| Recorde mundial      | Recorde mundial (World record)               |                       | Recorde africano                      | Recorde africano (African) |                                           | Q | Classificado por posição (Qualified) |
| Recorde olímpico     | Recorde olímpico (Olympic record)            | Recorde da América    | Recorde da América (Americas)         | q                          | Classificado por melhor tempo (Qualified) |   |                                      |
| Melhor marca do ano  | Melhor marca do ano (World leading)          | Recorde asiático      | Recorde asiático (Asian)              | DNS                        | Não largou (Did not start)                |   |                                      |
| Recorde nacional     | Recorde nacional (National record)           | Recorde europeu       | Recorde europeu (European)            | DNF                        | Não terminou (Did not finish)             |   |                                      |
| Recorde pessoal      | Recorde pessoal do atleta (Personal best)    | Recorde da Oceania    | Recorde da Oceania (Oceania)          | DSQ / DQ                   | Desclassificado (Disqualified)            |   |                                      |
| Recorde da temporada | Recorde da temporada do atleta (Season best) | Recorde sul-americano | Recorde sul-americano (South America) | NM                         | Sem marca (No mark)                       |   |                                      |